# Scuola Pontificia Pio IX
La Scuola Pontificia Pio IX, già Scuola Pia, fu voluta e fondata nel 1859 dal papa Pio IX, di cui porta il nome. È la più antica istituzione scolastica della Chiesa cattolica, dopo il Collegio Romano e il Collegio Nazareno.

## Storia
Nel 1854 il papa Pio IX, sotto consiglio di Francesco Saverio de Mérode, incarica i Fratelli di Nostra Signora della Misericordia di istituire un riformatorio per la rieducazione dei minorenni delinquenti attiguo alla Basilica di Santa Balbina all'Aventino, che assumerà successivamente i caratteri di scuola agraria.
Nel 1859 papa Pio IX costituisce nel rione Borgo altre due scuole, una scuola femminile, in piazza delle Vaschette, ora proprietà della LUMSA, ed una scuola maschile in vicolo del Farinone, una traversa di borgo Pio, che nel 1861 sarà trasferita in piazza Pia.
Nel 1861 la scuola maschile si trasferisce in piazza Pia, in un edificio ora demolito, mentre la scuola femminile viene affidata ad un ordine monastico femminile. La Scuola Pia viene personalmente inaugurata da papa Pio IX i cui intenti sono chiaramente indicati nel chirografo pontificio che porta la data del 3 settembre 1861. Fatta menzione della scuola femminile fatta costruire, il chirografo recita:
«Abbiamo ora voluto aggiungere l'altro stabilimento, fatto ancor esso edificare con il particolare nostro Peculio per i fanciulli di sesso maschile. [...] Affinché questi possano essere educati col mezzo di abili maestri abbiamo prescelto a tal fine i benemeriti Fratelli di Nostra Signora della Misericordia. [...] Ad impedire poi che i fanciulli suddetti siano esposti a pericolose occasioni nei giorni di vacanza, abbiamo pure provveduto che l'edificio suddetto abbia annesso un giardino in cui possano meglio riunirsi ed attendere a un onesto divertimento [...] avendo veduto con gran dolore il gran numero di ragazzi che scorrazzava le strade del popoloso quartiere del borgo presso il Vaticano».
L'idea di Pio IX mise quindi la scuola su un duplice piano, di cui si trova conferma grazie ad alcuni registri conservati nella Biblioteca dell'Istituto: il piano scolastico propriamente detto, costituito da tre ore di lezione al mattino e tre al pomeriggio tranne il giovedì, e quello educativo dei giorni di vacanza come le feste, il giovedì, tre giorni a Carnevale e il mese di agosto. Nasceva così il ricreatorio, oggi riconducibile ad un oratorio.
Nel 1900 la scuola vaticana viene affidata ai Fratelli di Nostra Signora della Misericordia.
Nel 1929, in seguito alla decisione del Comune di Roma di allargare piazza Pia, viene imposta la demolizioni della sede della Scuola Pia.  Nel frattempo, la Santa Sede, come sancito dai Patti Lateranensi, rientra in proprietà dell'allora caserma Serristori che viene restaurata dall'architetto Alberto Calza Bini per la seconda volta dopo l'attentato del 22 ottobre 1867, che ne aveva sventrato l'ala est, e trasformata in edificio scolastico.
Nel 1930 vengono terminati i lavori di conversione della caserma in scuola ed al di sopra del portone centrale viene posta l'iscrizione AD CHRISTIANAM PUERORUM UTILITATEM, ovvero Ad utilità cristiana dei fanciulli. La Scuola Pia si trasferisce nella nuova sede e cambia nome divenendo Scuola Pontificia Pio IX ma con la demolizione della Spina di Borgo, per far spazio a via della Conciliazione, l'istituto perde gran parte dei suoi alunni pur divenendo una scuola mista mentre l'ex scuola femminile, presa in gestione da un ordine monastico femminile, diviene una scuola dell'infanzia. L'ampiezza dei locali suggerisce un allargamento della scuola e viene così fondato l'Istituto tecnico inferiore.
Nel 1939 l'Istituto tecnico cede il posto al Liceo Scientifico seguito, poi, dal Liceo Classico. Nel frattempo vengono riformate la scuola media e la scuola elementare.
Nel 1976 l'allora Presidente della Repubblica Giuseppe Saragat assegna alla scuola la Medaglia d'Oro ai Benemeriti della Scuola, della Cultura e dell'Arte.
Nel 1998 l'ex sede della Scuola Pia femminile, che era divenuta una scuola dell'infanzia, viene acquistata dalla LUMSA: per questo motivo gli abitanti del rione Borgo, che persero l'unica scuola dell'infanzia del quartiere, pregarono i Fratelli di Nostra Signora della Misericordia di aprirne una; così si aggiunse agli altri plessi la scuola dell'infanzia.

## Rapporti con il Papato e la Santa Sede
I rapporti del pontefice Pio IX con la scuola erano molteplici e frequenti, grazie soprattutto a monsignor Edoardo Borromeo, con visite dirette alla scuola stessa che avvennero fino al 1870, quando terminarono a causa della presa di Roma. I contatti dalla Santa Sede con la scuola e viceversa continuarono sotto Leone XIII e si intensificarono sotto Pio X, che mostrò molto interesse alle sorti della scuola come dimostra la sua attiva campagna per l'istruzione dei poveri e degli indigenti.

## La biblioteca

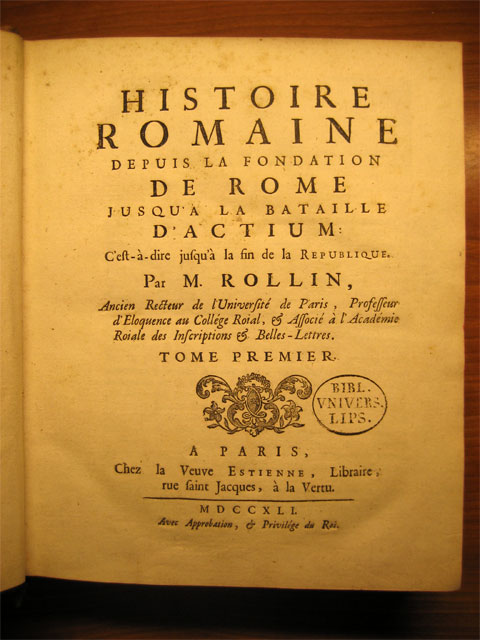
LHistoire romaine, 1741

La biblioteca è stata adibita per uso scolastico a partire dagli anni sessanta. I volumi presenti sono 9.500, di cui un quarto è costituito da testi antichi, a partire dalla fine del 1500, di sensibile pregio e particolare interesse, raccolti nel tempo attraverso lasciti e doni del Vaticano dove i Fratelli di Nostra Signora della Misericordia svolgevano attività didattiche a cavallo tra la fine del XIX e inizio XX secolo, sin dai tempi di Pio IX.
Tra i testi di pregio si possono citare:
- La Historia d'Italia, di Francesco Guicciardini, stampata a Venezia nel 1590 da Uscio.
- Il Cortegiano, di Baldassarre Castiglione, nell'edizione del 1573 ad opera di Comin da Trino.
- 14 Tomi della Histoire ancienne di Charles Rollin, tradotti in italiano e stampati a Siena, editi a partire dal 1788.
- 19 tomi della Histoire romaine di Charles Rollin nell'edizione a cominciare dal 1776

Tutto il materiale ha avuto una prima catalogazione negli inizi degli anni cinquanta. a collocazione dei testi è stata curata dalla direttrice della biblioteca comunale di Ancona ed i dati degli schedari, per autore e soggetto, sono stati computerizzati in minima parte nel biennio 1994/95.